# Ted Bundy. Bestia obok mnie
 Ted Bundy. Bestia obok mnie (ang. The Stranger Beside Me) – amerykańska książka biograficzna z wątkami autobiograficznymi z dziedziny literatury faktu autorstwa Ann Rule opowiadająca o życiu i zbrodniach seryjnego mordercy kobiet – Teda Bundy’ego. Autorka znała mordercę osobiście zarówno przed, jak i po jego aresztowaniu w sprawie serii morderstw młodych kobiet popełnionych na terenie kilku amerykańskich stanów. Książka po raz pierwszy ukazała się 17 sierpnia 1980 roku w Stanach Zjednoczonych. Jej kolejne wznowienia ukazywały się później kolejno w 1986, 1989, 2000 i 2008 roku. W samej Ameryce sprzedała się w nakładzie ponad dwóch milionów egzemplarzy. Przez wiele tygodni nie schodziła się z listy bestsellerów USA Today.
Tłumaczenie książki na język polski autorstwa Bartosza Czartoryskiego ukazało się w 2021 roku nakładem wydawnictwa SQN.